# Маляренко Василь Тимофійович
Маляренко Василь Тимофійович (нар. 18 жовтня 1941, с. Вікторівка, Маньківський район, Черкаська область, УРСР, СРСР) — доктор юридичних наук (2005), професор (2004), член-кореспондент АПрНУ (з 2004); Голова Верховного Суду України (11.11.2002-21.07.2006); Заслужений юрист України (1992), представник України в Комісії ООН з питань запобігання злочинності та кримінального правосуддя (з 07.1996); голова Науково-консультативної ради при Верховному Суді України; член Вищої ради юстиції (11.2002-07.2006); член Ради з питань реформування судової системи України (з 01.2004).
Українець. Дружина Валентина Іванівна (1942) — пенсіонерка; дочка Анжеліка (1969) і син Артем (1976) — юристи.

## Освіта
Кадіївський гірничий технікум (1962); Харківський юридичний інститут (1968–1973), юрист, «Правознавство».
Кандидатська дисертація «Реалізація основних конституційних засад судочинства в кримінально-процесуальному законодавстві України» (спеціальність 12.00.09 — кримінальний процес та криміналістика; судова експертиза; оперативно-розшукова діяльність; Національна юридична академія України імені Ярослава Мудрого, 1999).
Докторська дисертація «Перебудова кримінального процесу України в контексті європейських стандартів: теорія, історія і практика» (спеціальність 12.00.09 — кримінальний процес та криміналістика; судова експертиза; оперативно-розшукова діяльність; Національна юридична академія України імені Ярослава Мудрого, 2005).

## Трудова діяльність
- 10.-12.1958 — робітник геофізичної експедиції, місто Луганськ.
- 12.1958-08.1959 — робітник шахти № 1 тресту «Ленінвугілля», село Сутоган Луганської області.
- 09.1959-03.1960 — учень Кадіївського гірничого технікуму (нині — Стахановський).
- 03.1960-04.1963 — робітник, гірничий майстер шахти імені Ілліча тресту «Кадіїввугілля».
- 07.-11.1963 — гірничий майстер шахти № 3-3-біс, місто Кадіївка.
- 11.1963-11.1966 — рядовий, заступник командиру взводу, старшина роти в/ч 25653.
- 12.1966-07.1967 — майстер виробничого навчання ПТУ № 66, місто Кадіївка.
- 07.1967-10.1973 — інженер комбінату «Луганськшахтобуд», місто Кадіївка, місто Брянка.
- 10.1973-02.1975 — суддя Кадіївського міського суду.
- 02.1975-05.1978 — суддя, 05.1978-03.1980 — заступник голови, Луганського обласного суду.
- З 03.1980 — суддя (з 05.2003, безстроково) Верховного Суду України, 1983–1993 — суддя, секретар Пленуму, 12.1993-11.2002 — заступник Голови — голова Судової колегії у кримінальних справах, з 11.2002 — Голова Верховного Суду України.

03.2006 кандидат в народні депутати України від Народного блоку Литвина, № 5 в списку. На час виборів: Голова Верховного Суду України, безпартійний.
Голова робочої групи розробників проєкту Кримінально-процесуального кодексу України (з 1994, КМ України), заступник голови робочої групи розробників проєкту Кримінально-процесуального кодексу України (з 01.2003, ВР України).
Член Комісії з доопрацювання та узгодження проєктів Кримінального, Кримінально-процесуального та Кримінально-виконавчого кодексів України (09.1998-11.2001), член Комісії з опрацювання питань щодо скасування смертної кари в Україні (з 07.1998); член Комісії з питань реформування правоохоронних органів України; член Ради національної безпеки та оборони України (02.2005-09.06).
Член редакційних рад журналів: «Адвокат», «Юридична Україна», «Практика Європейського суду з прав людини. Рішення. Коментарі».
Викладач Академії суддів України.
Суддя вищого кваліфікаційного класу.
Академік Української АН (2004).
Автор понад 200 наукових праць.
Автор книг: «Конституційні засади кримінального судочинства» (1999), «Про покарання за новим Кримінальним кодексом України» (2003), «Реформування кримінального процесу України в контексті європейських стандартів: Теорія, історія і практика» (2004), «Кримінальний процес України. Стан та перспективи розвитку. Вибрані наукові праці. Навчальний посібник» (2004), «Кримінальний процес України. Стан та перспективи розвитку. Вибрані наукові праці. Навчальний посібник» (2004), «Перебудова кримінального процесу України в контексті європейських стандартів» (2005).
Співавтор книг: «Пьянство и преступность» (1988), «Прокурор у кримінальному судочинстві» (2001), «Верховний Суд України: історія і сьогодення, портрети й події» (2001), «Державотворення і правотворення в Україні: досвід, проблеми, перспективи» (2001), «Кримінальний процес України. Особлива частина. Методичні рекомендації» (2002), «Кримінальний процес (Загальна та Особлива частина). Навчально-методичний посібник» (2002), «Кримінально-процесуальний кодекс України. Науково-практичний коментар» (2003, 2004, 2006, загал. ред.), «Уголовно-процессуальный кодекс Украины. Научно-практический комментарий» (2003, 2005, загал. ред.), "Коментар до Закону «Про судоустрій України» (2003, загал. ред.), «Суд, правоохоронні та правозахисні органи України» (2004, загал. ред.), «Кримінальний процес України. Підручник» (2004), «Верховний Суд України: витоки, становлення, персоналії» (2005, загал. ред.) та ін.; співавтор і укладач 13 збірників: «Практика судів України в кримінальних справах» (1993), «Убийства, изнасилования и другие преступления против личности» (1993), «Практика судів України у кримінальних справах 1993–1995 рр.» (1996), «Судебные приговоры. Практика Верховного Суда Украины» (1995), «Реабілітація репресованих» (1997) та ін., 23 видання за загал. редакцією.
Співавтор, редактор і рецензент низки коментарів Кримінального, Кримінально-процесуального кодексів України, Закону «Про судоустрій України» та коментарів судової практики. Співавтор проєкту Закону «Про статус суддів». Чотири рази очолював урядову делегацію України в ООН на обговоренні питань створення Міжнародного Кримінального суду (1995–1998), брав участь в Римській дипломатичній конференції при схваленні статуту цього суду (1998).
Захоплення: поезія Сходу, історія.

## Нагороди
Заслужений юрист України (1992).
Медалі: «Двадцять років Перемоги у Великій Вітчизняній війні 1941–1945 рр.» (1966), «Ветеран праці» (1989).
Орден «За заслуги» III (03.1998), II (10.2000), I ступенів (08.2004). 
Орден князя Ярослава Мудрого V ступеня (08.2006). 
Орден Святого Володимира III ст. (1999). 
Орден «За трудові досягнення» III ст. (2001). 
Срібна медаль «Незалежність України» (2002). 
Золота медаль «60 років пам'яті» (2002). 
Орден «Різдво Христове» II ст. (2003). 
Хрест пошани «За відродження України» (2003). 
Орден Дмитра Солунського III ст. (2003). 
Почесна грамота ВР України (10.2002). 
Лауреат премії імені Ярослава Мудрого (2001).

## Джерело
- Довідка [Архівовано 5 березня 2016 у Wayback Machine.]